# Müller András
Müller András (Budapest, 1958. február 10. –) magyar vízilabdázó.
Úszóként kezdte a KSI-ben 1966-ban Széchy Tamás keze alatt. Többszörös korosztályos bajnok volt. 1971-ben KSI vízilabda-szakosztályánál folytatta. Edzői Czapkó Miklós, Kiss Egon, Königh György, Lemhényi Dezső, Csillag Gábor. 1976-ban az FTC-be igazolt. Az edzője Mayer Mihály volt. 1977-ben és 1979-ben MNK-győztes és magyar Szuper Kupa-győztes volt. Többször szerepelt az ifjúsági és a felnőtt válogatottban. Ezüstérmes volt az 1978-as ifjúsági Európa-bajnokságon. Az 1980-as olimpiai csapatban tartalékként vették figyelembe. 1981-82-ben katonai szolgálata alatt a Bp. Honvédban játszott. Legemlékezetesebb alakítása ebben az időszakban az volt, hogy kiütötte Csapó Gábor fogait, amiért 5 meccses eltiltást kapott.[forrás?] Leszerelése után visszaigazolt a Ferencvárosba. 1983-ban Amerikába emigrált. Jelenleg Dél-Floridában él. Szabadidejében edzősködik a helyi YMCA-ban.